# Goltstein (Adelsgeschlecht)

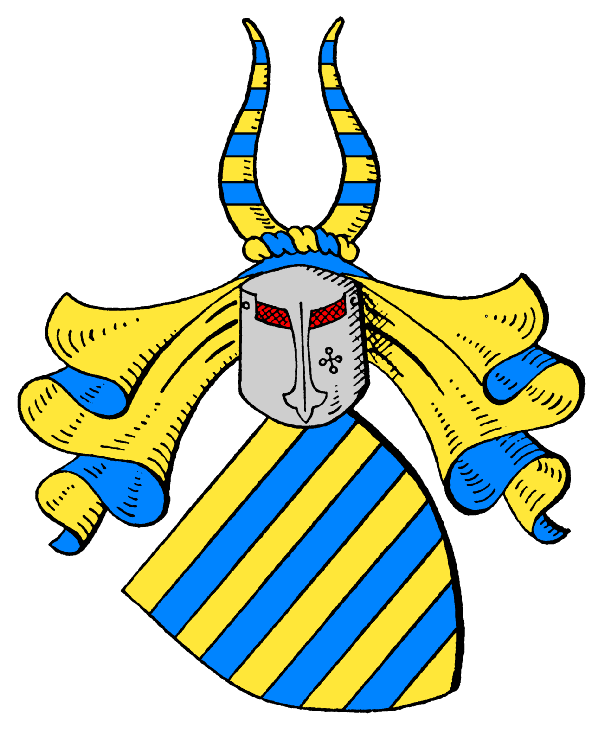
Stammwappen derer von Goltstein

Goltstein, auch Goldstein, ist der Name eines alten, ursprünglich rheinländischen Adelsgeschlechts. Die Familie gelangte später auch in Österreich, in den Niederlanden und Preußen zu Besitz und Ansehen.
Die von Goldstein, die teilweise auch als von Goltstein/Goldtstein bezeichnet wurden, sind nicht stammesverwandt.
Ebenso ist zu unterscheiden von dem alten, ausgestorbenen Adelsgeschlecht Goldstein der Stadt und Landschaft Zürich.

## Geschichte

### Herkunft
Bei Kneschke und Zedlitz-Neukirch wird erwähnt, dass die Familie aus Mähren stamme und sich Zwole (auch Swole oder Stwole) und Goltstein genannt haben soll. Dort erscheint ein Matthias Swolsky 1305 als Hofoffizier bei den Mährischen Markgrafen. Ein Zweig dieser Familie soll nach Kärnten gelangt sein und das Schloss Goldenstein bei Kötschach errichtet haben. Später siedelten sich deren Angehörige auch in Polen an, wo sie sich Stowolinsky und Goldstein nannten und dem Stamm Swinka einverleibt wurden. Von Polen sollen sie schließlich an den Rhein und nach Franken gelangt sein. Die frühen Schreibweisen des Namens variieren von Goltstein, Goldstein, Goldenstein bis Golstyn.
Der Genealoge und Historiker Anton Fahne nimmt als ersten urkundlich erwähnten Angehörigen Heinrich Goltstein an. Er erscheint im Jahre 1180 als Kölnischer Bürger. Später errichtete die Familie die Burg Goldstein im Herzogtum Jülich. Nach dem Genealogischen Handbuch des Adels werden als erste Mitglieder der Familie die Geschwister Reinart, Johann und Katharina Goltstein am 30. November 1430 bzw. am 30. November 1442 in Urkunden genannt und siegeln.

### Ausbreitung und Persönlichkeiten

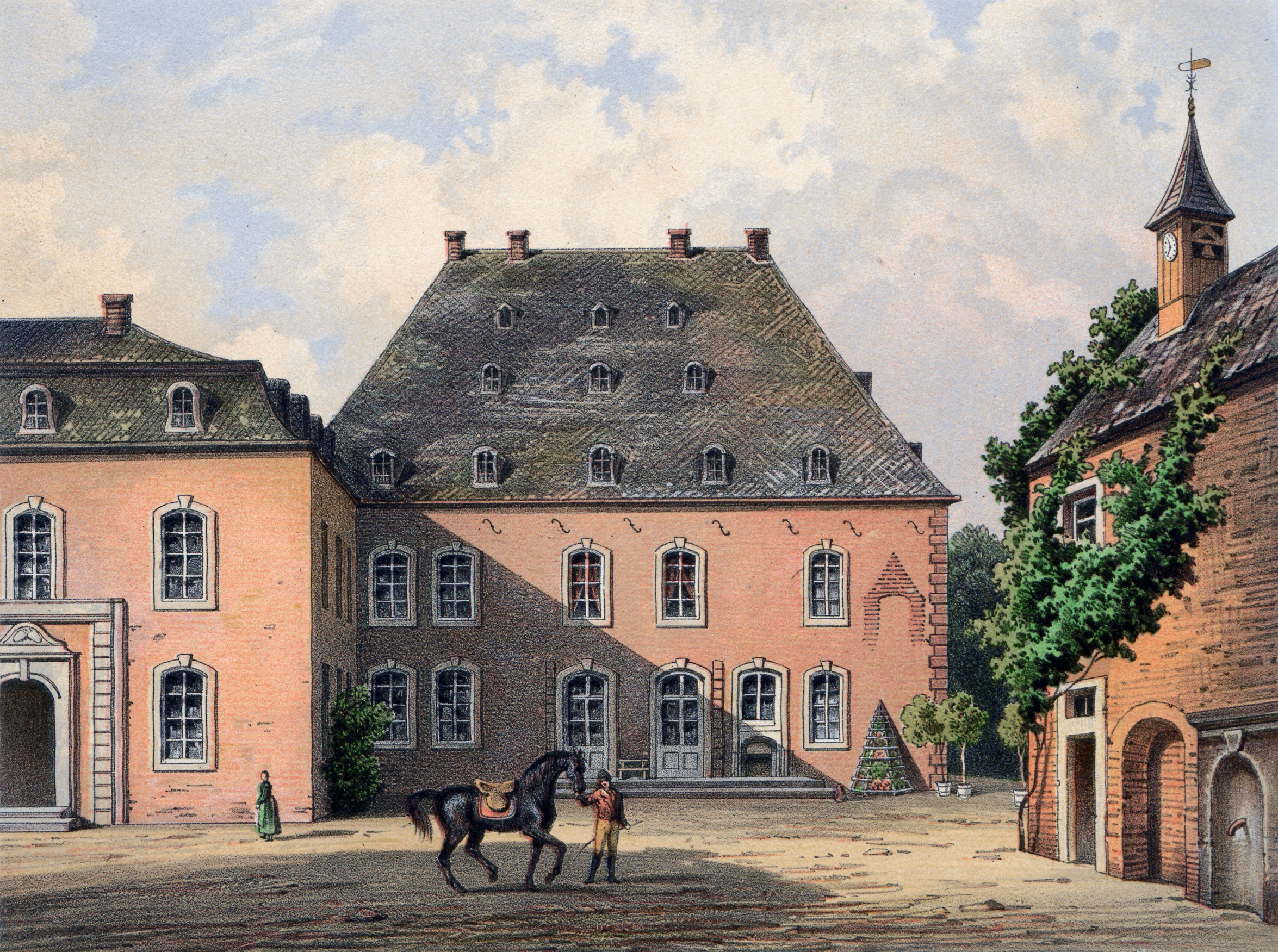
Schloss Breill (um 1873/84)

Johann von Goltstein, er war 1465 Herr zu Drimborn, heiratete Angnes von Wyenhorst. Durch die Ehe seines Enkels Reinhard von Goltstein mit Aleid von Moelenbach, Erbin von Breyl (auch Breil), kam das Schloss Breill in Familienbesitz. Sein Sohn Gerhard von Goltstein († 1544), Herr zu Breyl, heiratete Margaretha von Grein, die Erbin von Müggenhausen. Aus der Ehe kamen sieben Kinder, von denen nur Wilhelm (* 1536), Walraff (* 1539) und Margarethe (* 1545) ihren Vater überlebten.
Wilhelm von Goltstein, Sohn von Philipp von Goltstein aus dem Hause Breill und Elisabeth, geborene Freiin von Wisch, lernte im Jülich-Klevischen Erbfolgestreit 1610 den Markgrafen von Brandenburg-Ansbach Joachim Ernst kennen, der ihn 1615 zum Amtmann zu Feuchtwangen ernannte. 1621 wurde er Ansbacher Rat und Oberamtmann zu Crailsheim und Amtmann in Loben- und Anhausen und er hatte die Aufsicht über die Ämter Bemberg und Werdeck. 1623 kaufte er das Schloss in Obermögersheim für 1500 fl. Verheiratet war er mit Euphrosyne, geborene von Horkheim, die drei Töchter und einen Sohn Conrad Wilhelm gebar. Sie verstarb am 29. Mai 1632 und wurde in St. Stephan in Würzburg begraben. Wilhelm von Goltstein wurde Generalleutnant der Kavallerie und Obrist zu Pferd in der schwedischen Armee. Er wurde in der Schlacht bei Lützen tödlich verwundet, starb am 16. November 1632 in Chemnitz und wurde in der St. Johanniskirche in Crailsheim begraben, wo noch sein Epitaph vorhanden ist.

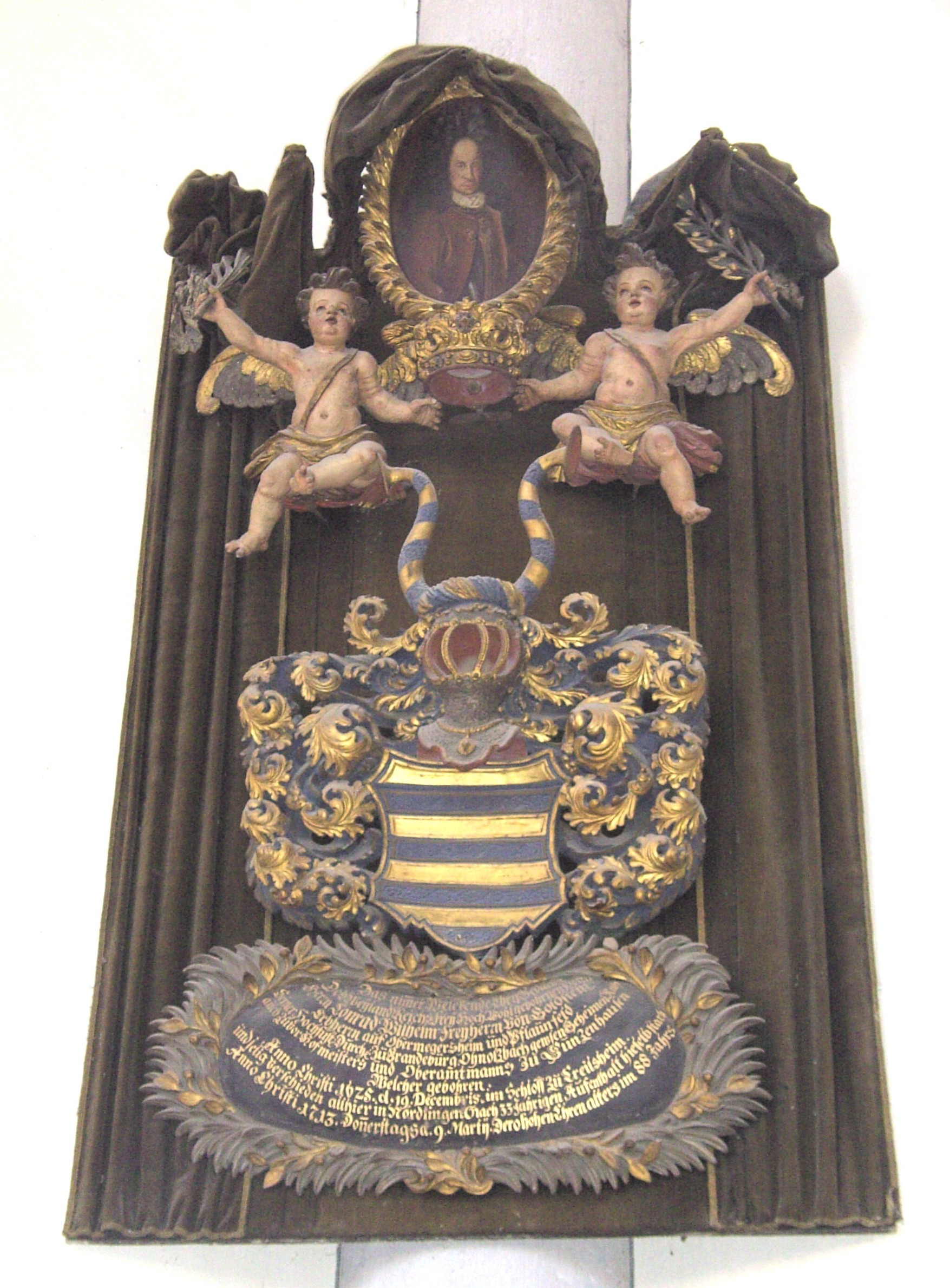
Gedenktafel von Conrad Wilhelm von Goltstein (* 1625; † 1713) in der St. Georgskirche in Nördlingen

In der St. Georgskirche in Nördlingen befindet sich eine große Gedenktafel für seinen Sohn Conrad Wilhelm mit seinem Porträt auf schwarzem Samt. Der Text besagt: „Conrad Wilhelm Freiherr von Goldstein, Erbherr auf Obermegersheim (heute Obermögersheim) und Pflaunfeld (heute Pflaumfeld), Seiner hochfürstlichen Durchlaucht zu Brandenburg Ohnolzbach (Brandenburg-Ansbach), gewesener Geheimer Rat und zuvor Hofmeister und Oberamtmann zu Gunzenhausen. Geboren am 19. Dezember 1625 im Schloss zu Crailsheim, und verstorben in Nördlingen nach 33-jährigem Aufenthalt hier am 9. März 1713 im 88. Jahr.“ Begraben wurde er im Chor der Karmeliterkirche in Nördlingen. Sein Epitaph befand sich im Kreuzgang des ehemaligen Karmeliterklosters mit seinen Ahnenwappen: links untereinander von Goltstein, von Wisch, von Taubenroth, von Polland, rechts untereinander von Horkheim, von Rossau, von Wöllwarth, von Schletz. Conrad Wilhelm Freiherr von Goltstein war zweimal verheiratet, doch er blieb kinderlos. 1667 hatte er sein Schloss in Obermögersheim an seinen Schwager Jobst Wilhelm von Jaxtheim verkauft.
Wallraff von Goltsteins Enkel Johann Wilhelm von Goltstein († 1663) brachte den Reichsfreiherrenstand an die Familie. Sein Bruder Johann Friedrich von Goltstein († 1687) war zweimal verheiratet, in erster Ehe mit Antonia Margarethe von Hatzfeld und in zweiter Ehe mit Maria Anna von Mirbach-Immendorff. Aus Johann Wilhelms zweiter Ehe mit Veronica von Holtrop, eine erste schloss er mit Susanna Catharina von Ow und eine dritte mit Catharina Prömper, kamen die Freiherren Friedrich Gerhard (* 1647; † 1713) und Heinrich Theobald (* 1649; † 1719), die beide in den Reichsgrafenstand erhoben wurden. Der Sohn des Grafen Friedrich Gerhard aus der Ehe mit Therese Freiin von Blanckart, Graf Johann Ludwig von Goltstein (* 1689), Herr zu Breyl, wurde zunächst jülich-bergischer Amtmann, Geheimer Rath, Hofkammerpräsident und war seit 1726 Kanzler. Er starb als Statthalter des jülich-bergischen Landes am 23. Februar 1731. Johann Ludwig heiratete die Comtesse Anna Maria von Schaesberg († 1776), Tochter des jülich-bergischen Hofkammerpräsidenten und späteren kurpfälzischen Ministers Graf Johann Friedrich von Schaesberg. Aus der Ehe gingen fünf Kinder hervor.
Sohn Graf Johann Ludwig Franz von Goltstein (1719–1776) war einer der bedeutendsten Vertreter der Familie. 1731 wurde er Amtmann zu Geilenkirchen, 1739 kurpfälzischer Kämmerer und 1740 jülicher Landkommissar. Im Oktober des gleichen Jahres schwor er im Kollegium der jülichen Ritterschaft auf und erhielt die Bestallung als wirklicher Hofrat zu Düsseldorf. 1757 erfolgte seine Ernennung zum Hofkammerpräsidenten in Düsseldorf, am 11. November 1768 die Beförderung zum Statthalter mit einer Besoldung von jährlich 2.600 Reichstalern und am 14. August 1774 das Patent als Geheimer Staats- und Konferenzminister für das Departement der Finanzen zu Mannheim. 1769 ließ Graf Johann Ludwig Franz von Goltstein den östlichen Teil des Hofgarten (Düsseldorf) anlegen und die von Düsseldorf ausgehenden Landstraßen erbauen. Nach ihm wurde die Goltsteinstraße in Düsseldorf benannt. Unter seiner Verwaltung wurden auch mehrere große Bauten ausgeführt. Dazu gehörten das Schloss Jägerhof, das Schloss Benrath und das Statthalterpalais an der Mühlenstraße. Er starb am 5. September 1776.
Graf Johann Ludwig Franz heiratete 1747 in Alsdorf Amalia Theresa Freiin von Blanckard († 1762). Joseph Ludwig Franz Graf von Goltstein († 1811), ein Sohn des Paares, wurde ebenfalls jülich-bergischer Geheimrat, Hof- und Kammerpräsident, Vizepräsident sowie regierender Graf zu Schlenacken (Slenaken) und Herr der Herrschaft Ulmen. Er heiratete Maria Louise Auguste Freiin von Loë zu Wissen. Ihr Enkel Graf Arthur Friedrich von Goltstein (* 1813; † 1882) war Mitglied im preußischen Herrenhaus auf Lebenszeit. Aus seiner 1838 geschlossenen Ehe mit Gräfin Mathilde von und zu Hoensbroech (* 1813) kamen drei Töchter, die Gräfinnen Eugenia Maria Augusta (* 1839), Elisabeth Maria Louise (* 1840) und Maria Caroline (* 1848). Sein Onkel Graf Friedrich Anton Maria von Goltstein († 1852) wurde königlich französischer Maréchal de camp (Generalmajor). Dessen Sohn Friedrich Graf von Goltstein (* 1836) aus der Ehe mit Stephanie Vicomtesse von Quabeck trat ebenfalls in königlich französische Militärdienste.

### Standeserhebungen
Aus der Linie Breil (Breyl) wurde Johann Wilhelm von Goltstein, kurpfälzischer Oberst, Statthalter zu Düsseldorf und späterer kaiserlicher Generalfeldzeugmeister, 1657 in den Reichsfreiherrenstand erhoben. Seine Söhne, die Freiherren Friedrich Gerhard, kaiserlicher Kämmerer und Heinrich Theobald, Deutschordensrat, Koadjutor des Landkomturs in Österreich, Geheimrat und Hofmarschall des Deutschordensmeisters Ludwig Anton Pfalzgraf bei Rhein, erhielten am 8. Februar 1694 zu Wien den Reichsgrafenstand mit der Anrede Hoch- und Wohlgeboren und einer Wappenbesserung.
Eine preußische Anerkennung des Grafenstandes für die Linie Breil erfolgte am 1. Juni 1827 zu Berlin durch Ministerialreskript. Graf Anton Maria von Goltstein, vormaliger königlich französischer Maréchal de Camp, erhielt am 25. Mai 1850 zu Wien eine österreichische Anerkennung des Grafenstandes.
Aus der freiherrlichen Linie wurde Carl Nicolaus Philipp Wilhelm Freiherr von Goltstein, laut Eingabe des Hauses Merödgen, am 11. Juni 1829 bei der Freiherrenklasse der Adelsmatrikel in der preußischen Rheinprovinz unter der Nummer 10 eingetragen.
Die Linie Niederembt erhielt am 1. April 1820, am 14. Mai 1822 und am 2. Juni 1822 eine niederländische Anerkennung des Baronstitels. Die dabei verliehenen Wappen sind identisch mit dem Stammwappen mit zwei goldenen Löwen als Schildhalter.

## Angehörige
- Johann Arend von Goldstein (1606–1653), schwedischer General der Kavallerie
- Johann Ludwig von Goltstein (1717–1779), kurpfälzischer Finanzminister

## Wappen

### Stammwappen
Das Stammwappen zeigt in Gold vier blaue Balken. Auf dem Helm mit blau-goldenen Helmdecken zwei wie der Schild bezeichnete Büffelhörner.

### Gräfliches Wappen
Das gräfliche Wappen, verliehen 1694, ist identisch mit dem Stammwappen. In der Helmzier zwischen den zwei Büffelhörnern zusätzlich ein roter Adler (für die Herrschaft Holtrop). Als Schildhalter zwei aufgerichtete natürliche Elefanten.